# Papá corazón
Papá corazón fue una telenovela infantil argentina - peruana de 1973 escrita por Abel Santa Cruz y protagonizada por Andrea del Boca, junto a Norberto Suárez, Laura Bove y Elcira Olivera Garcés.
Este teleteatro se emitió por Canal 13 los viernes de 20:30 a 21:30. Durante 1973 fue producido por la empresa Panamericana Televisión del Perú. La segunda parte de la tira fue producido por PROARTEL, grabado dentro de los estudios de Canal 13, dirigido por Alberto Rinaldi, con escenografía de Antón, iluminación: Francisco Palau, con el título Pinina quiere a Papá.

## Producción
La telenovela se grabó en los Estudios Argentina Sono Films, propiedad de Panamericana Televisión S.A.C.I., empresa productora peruana que decidió producir telenovelas en Argentina junto a su casa matriz en Perú. Producida en blanco y negro, se les pidió a los actores neutralizar el acento y hablar de tú en vez de vos, para asegurar la exportación que corría por cuenta de PROMOSA (Promociones Modernas S.A.) distribuidora internacional de la familia Delgado Parker, dueña de Panamericana. Después se hizo una película llamada Papá Corazón se quiere casar (1974) que se pudo disfrutar en color.

## Polémica
Por este trabajo, Andrea del Boca ―que había recibido tres años atrás el premio Martín Fierro como revelación sufrió los primeros incidentes de la prensa y las asociaciones de psicólogos: explotada por sus padres, no vivía de acuerdo con su edad y hacía llorar a los niños.
Debido a esta telenovela una niña se suicidó. El motivo de esto fue porque la protagonista hablaba con su madre difunta.[cita requerida]Esto llevó a que sus versiones futuras tuvieran que modificar mucho el libreto.
A pesar de lo anterior la novela fue muy popular debido a su protagonista. Tuvo altos niveles de sintonía lo cual la llevó a crear la película Papá Corazón se quiere casar.

## Sinopsis
Pinina es una niña huérfana de madre que vive en un internado donde le suceden un gran número de aventuras. Sus únicos parientes son su padre y una tía; los dos la quieren mucho, pero no tienen mucho tiempo para cuidarla. Por eso, Pinina pasa gran parte del tiempo en un internado, lo que le permite llenar el vacío maternal con las monjas, que la ayudan en circunstancias complicadas. En el transcurso de la historia ella descubre cosas nuevas y abre su corazón hacia su padre.
Pinina crea un mundo de fantasías tan creíble para ella, que incluso llega a hablar con el fantasma de su madre, quien le aconseja y le da ánimos. Y uno de sus consejos es que papá forme una familia con otra mujer para que sean felices ella y su papá corazón.

## Elenco
- Norberto Suárez (1942-2012), como Maximiliano de María
- Andrea del Boca (1965-), como Angélica Pinina de María
- Laura Bove (1946-2020), como Camila.
- Elcira Olivera Garcés (1924-2016), como Tía Peluca.
- Liliana Benard (1950-), como la hermana Renata
- Nelly Prono (Asunción, 1926 - Buenos Aires, 1997), como la madre superiora.
- Hugo Arana (1943-2020),como Marcelo.
- Alejandro Anderson, como Saúl.
- Jorge Barreiro (1926 Buenos Aires- 2009), como Leopoldo Balboa, el novio de la tía Peluca.
- Claudia Alessandría, compañera de colegio de Pinina.
- Aurora Del Mar, como Emilia.
- Raúl Aubel, como el hermano de Cristina.
- Mercedes Harris (F.2017), como Lucía, la madre fallecida de Pinina.
- Elizabeth Kilian, como Cristina, la novia de Maximiliano.
- Diana Ingro (1917-2017), como madre de Cristina.
- Elena Sedova, como Josefina.
- Maria Vera, como Elvira.
- Jose Canosa, como Don Pablo.

EQUIPO TÉCNICO:
- Libro: Abel Santa Cruz
- Asesora de vestuario: Marilí Brea
- sonido: Primero - Ottobile - Ruggeri
- Cámaras: Lodolo - laporte - Díaz
- Editor: Chianale Cabadial
- Escenografía: Enrique Zanini
- Iluminación: Juan Carlos Berraud - Polo silveyra
- producción: Jorge Durán
- Asistente de dirección: Ruben Da Matta
- Dirección: Alejandro Doria
- Música y letra: Ricardo Montero
- Una producción de Panaméricana Televisión.

## Versiones
- Tuvo una versión mexicana muy exitosa, realizada por Televisa, llamada Mundo de juguete, que superó los seiscientos capítulos y se transmitió entre 1974 y 1977, con Graciela Mauri como protagonista.

- En 1976 y 1977 en Brasil se realizó la versión Papai Coração, producida por TV Tupí, adaptada por José Castellar. Esta versión tuvo como protagonistas a los actores Narjara Turetta, Paulo Goulart, Selma Egrei y Nicette Bruno.

- En 1986 se realizó una nueva versión argentina, llamada Mundo de muñeca, también realizada por Canal 13 (Argentina), con Analía Castro como protagonista.

- En 2000, la empresa Televisa realizó otra versión mexicana llamada Carita de ángel, con Daniela Aedo como protagonista y la primera actriz argentina Libertad Lamarque (†).

- En Paraguay, los productores del canal de televisión Telefuturo prepararon una versión libre llamada Papá del corazón, protagonizada por Dani Da Rosa y Paola Maltese.
- Papá del corazón de Paraguay no tiene nada que ver con Papá corazón de Abel Santa Cruz. Está en YouTube y basta con ver los créditos para darse cuenta de que los productores y los escritores son otros.O sea es otra cosa.

- La cadena brasileña SBT tiene los derechos del exitoso texto de Abel Santa Cruz, y produjo una versión actualizada, basada en la mexicana Carita de ángel, de Televisa, titulada "Carinha de Anjo" en 2016, con Lorena Queiróz como protagonista y la actuación estelar de la actriz y cantante mexicana Lucero.